# Zdravotní středisko Harborview
Zdravotní středisko Harborview (anglicky Harborview Medical Center) je státní nemocnice nacházející se v americkém městě Seattle. Vlastněna je okresem King, ale jejím provozovatel je Washingtonská univerzita.

## Historie
Nemocnice byla založena v roce 1877 jako Nemocnice okresu King (King County Hospital) s kapacitou šesti lůžek sociální péče a sídlem ve dvoupatrové budově na jihu Seattlu. V roce 1906 se nemocnice přestěhovala do nové budovy v místní části Georgetown s kapacitou pro 225 pacientů. K dalšímu přemístění došlo v roce 1931 po dokončení dnešní budovy ve čtvrti First Hill. Název nemocnice byl změněn na Harborview. K roku 2014 měla nemocnice kapacitu 413 lůžek a zaměstnávala více než 4 500 lidí.